# Dimensione Suono Soft
Dimensione Suono Soft è un'emittente radiofonica privata interregionale, appartenente al gruppo RDS Radio Dimensione Suono e dedicata al benessere.

## Descrizione
È una radio di flusso dove è possibile ascoltare oltre alla musica, il notiziario, la viabilità locale e il meteo. Sono inoltre presenti numerose rubriche come ad esempio Parole d'Amore con le grandi voci del cinema, 100 Secondi con Enrico Mentana e 100 Secondi con Carlo Rossella.
Dal 1º gennaio 2018 l'emittente rinnova i propri jingle e cambia nome in Dimensione Suono Soft; fino al 31 dicembre 2017 era denominata Dimensione Suono 2 Soft.

## Copertura
Trasmette in FM nel Lazio, in Lombardia e, parzialmente, anche in Toscana, Umbria, Sardegna e Sicilia. Inoltre è fruibile via streaming, sul sito ufficiale www.dimensionesuonosoft.it, e tramite l'app in tutto il mondo.

## Conduttori

### Attuali
- Silvia Giansanti
- Claudio Di Leo
- Fabiana Sera
- Roberto Gessi
- Laura Buono
- Federico Grilli
- Giampiero Di Sora
- Maria Chiara Belardo

### Storici
- Ughetta Lanari
- Silvio Piccinno
- Roberto Raspani Dandolo
- Stefano Valli
- Francesco De Vena
- Francesco Acampora
- Giorgio Iacoboni
- Maurizio Foderaro
- Maurizio Modica